# 이창동 (나주시)
이창동(二倉洞)은 대한민국 전라남도 나주시의 동이다.

## 개요
이창동은 가야산 아래 위치한 지역으로, 택지개발로 풍물시장, 공공시설, 문화시설 등이 잘 조성되어 있는 계획도시로 편리한 교통망을 가지고 있다.

## 행정 구역
- 이창동
- 대기동
- 운곡동
- 동수동
- 오량동
- 진포동